# Італієць в Америці (фільм, 1967)
«Італієць в Америці» (італ. Un italiano in America) — італійська кінокомедія 1967 року режисера Альберто Сорді, в головних ролях Альберто Сорді та Вітторіо Де Сіка.

## Сюжет
Джузеппе Мароцці (Альберто Сорді), працівник заправки у провінції Вітербо, вважає що він сирота. Однак, несподівано його відвідує американець і запрошує безкоштовно до Америки, де виявляється живе його батько — Ландо Мароцці (Альберто Сорді), на прізвисько «Мандоліні». Він ділова людина, один з багатьох італійських іммігрантів, яким усміхнулася удача.

## Ролі виконують
- Альберто Сорді — Джузеппе Мароцці
- Вітторіо Де Сіка — Ландо Мароцці, «Мандоліно»